# Melanagromyza symphyti
Melanagromyza symphyti este o specie de muște din genul Melanagromyza, familia Agromyzidae, descrisă de Griffiths în anul 1963. Conform Catalogue of Life specia Melanagromyza symphyti nu are subspecii cunoscute.